# دولورز مونتسيرات
دولورز مونتسيرات (من مواليد 18 سبتمبر 1973، سان ساتورنينو دي نويا) محامية وسياسية إسبانية تعمل كعضو في البرلمان الأوروبي. في السابق شغلت منصب وزيرة الصحة والخدمات الاجتماعية والمساواة في إسبانيا من 2016 إلى 2018، عندما أدى تصويت بحجب الثقة عن ماريانو راخوي إلى الإطاحة بالحكومة.
بالإضافة إلى ذلك كانت مونتسيرات أيضًا عضوًا في مجلس النواب في كورتيس جنراليس بين عامي 2008 و2019 من قبل برشلونة. هي ابنة سيدة الأعمال وهي أيضًا سياسية من حزب الشعب دولورز مونتسيرات إي كوليري.